# Улица Николая Кибальчича (Киев)
Улица Николая Кибальчича (укр. Вулиця Миколи Кибальчича) — улица в Днепровском районе города Киева, главная улица жилого массива Кибальчич. Проходит дугой от пересечения улиц Радужной и Петра Вершигоры до проспекта Романа Шухевича.
Приобщаются улица Валентина Серова, Воскресенском проспекте, улицы Курнатовского и Генерала Карбышева.

## История
Улица возникла в 1950-х годах под названием Новая, с 1958 года — Актюбинская. Современное название — с 1961 года, в честь террориста-народника и автора схемы первого в мире реактивного летательного аппарата Николая Кибальчича. Приобрела современный вид в 1970-е годы с появлением массива Кибальчич.

## Учреждения
- Школа-детский сад «Счастье» (зд. № 3)
- Средняя школа № 224 (зд. № 5)
- Средняя школа № 246 (зд. № 7)
- Детский сад № 471 (зд. № 10а)
- Железнодорожная касса (зд. № 11а)
- Библиотека им. П. Тычины (филиал), ЖРЭО № 411 Днепровского р-на, Отдел милиции Днепровского р-на (зд. № 13б)
- Детский сад № 672 (зд. № 17)